# I slagbjörnens spår (1954)
I slagbjörnens spår (originaltitel: Challenge the Wild) är en amerikansk dokumentärfilm av Frank A. Graham om familjen Grahams resa genom Kanada och Alaska. Filmen släpptes den 4 juni 1954 av United Artists.